# Yasushi Yoshida
Yasushi Yoshida (吉田 靖, Yoshida Yasushi, Tokio, 9 augustus 1960) is een Japans voormalig voetballer die als aanvaller speelde.

## Carrière
In 1979 ging Yoshida naar de Waseda-universiteit, waar hij in het schoolteam voetbalde. Nadat hij in 1983 afstudeerde, ging Yoshida spelen voor Mitsubishi Motors, de voorloper van Urawa Reds. In 9 jaar speelde hij er 175 competitiewedstrijden. Yoshida beëindigde zijn spelersloopbaan in 1992.
Begin jaren 1999 startte Yoshida zijn trainerscarrière bij zijn ex-club Urawa Reds. Vanaf 2003 werd hij bij U-20 Japans voetbalelftal assistent van trainer Kiyoshi Okuma. In 2005 werd hij aangesteld als coach van het U-20 Japans voetbalelftal. Yoshida was bondscoach van het Japan op het WK –20 van 2007. Yoshida werd nadien opnieuw trainer van de U-20 Japan (2011–2012). Vanaf 2013 tot op heden is hij coach geweest bij Roasso Kumamoto (2013) en Urawa Reds Ladies (2013–2016).